# Adelaide Lightning
Adelaide Lightning is een Australische basketbalclub voor dames uit Adelaide, Zuid-Australië actief in de Women's National Basketball League, de hoogste Australische damesbasketbalcompetitie.
Het team werd opgericht in 1993 als Adelaide Lightning. In 2005 wordt de naam Adelaide Fellas, maar na één seizoen wordt de naam weer Adelaide Lightning. Het team was kampioen van de Women's National Basketball League na winst in de Grand Final in 1994, 1995, 1996, 1998 en 2008.

## Bekende (oud-)spelers
- Suzy Batkovic
- Abby Bishop
- Carla Boyd
- Kristi Harrower
- Jo Hill
- Erin Phillips
- Rachael Sporn
- Jenny Whittle
- Crystal Langhorne